# بخش چستر (شهرستان جیاگا، اوهایو)
بخش چستر (به انگلیسی: Chester Township) یک منطقهٔ مسکونی در ایالات متحده آمریکا است که در شهرستان جی‌آگو، اوهایو واقع شده‌است.
 بخش چستر ۶۰٫۹ کیلومتر مربع مساحت و ۱۰٬۲۵۶ نفر جمعیت دارد و ۳۷۲ متر بالاتر از سطح دریا واقع شده‌است.